# Tom Schmitz
Tom Schmitz (Cincinnati, 27 de dezembro de 1968) foi o tecladista e Co-Fundador da banda de metal alternativo e metal industrial Mushroomhead. Junto com Jeffrey Nothing e Skinny, ficou na banda desde 1993 até 2015.